# مالكولم ماكميلان
مالكولم كينيث ماكميلان (21 أغسطس 1913 - 17 نوفمبر 1978) (بالإنجليزية: Malcolm Kenneth Macmillan)‏ سياسي وصحفي في حزب العمال البريطاني.
في الانتخابات العامة لعام 1935، تم انتخابه عضوا في البرلمان عن دائرة نا آيلينان أن لار. أعيد انتخابه في الانتخابات العامة السبع التالية، حيث شغل منصب نائب عن الدائرة الانتخابية لمدة 35 عامًا قبل أن يفقد مقعده في الانتخابات العامة لعام 1970 لصالح دونالد ستيوارت عن الحزب القومي الاسكتلندي.